# Fundación Calouste Gulbenkian

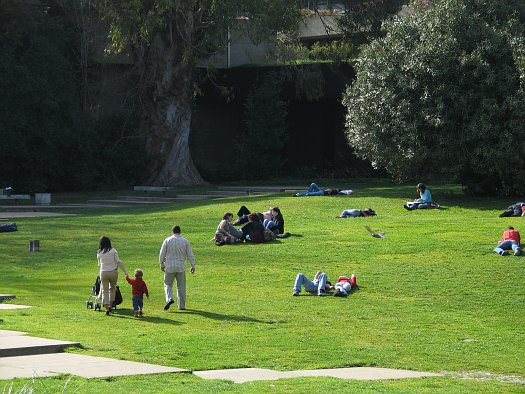
Jardín de la Fundación Calouste Gulbenkian.

La Fundación Calouste Gulbenkian (en portugués: Fundação Calouste Gulbenkian) es una institución privada portuguesa de utilidad pública cuyos estatutos tienen como fin promover el arte, la caridad, la educación y la ciencia. La Fundación fue creada en 1956 con la herencia de Calouste Gulbenkian, un magnate del petróleo de origen armenio, y su sede principal está en Lisboa. La Fundación dispone de orquesta, salas de espectáculos, bibliotecas, un Museo Calouste Gulbenkian (con cerca de 6000 piezas) y un Centro Moderno de Arte. Tiene una dotación de alrededor de 3 millardos de euros y un presupuesto anual de 100 millones de euros. Sus servicios centrales se encuentran en el edificio sede y parque de la Fundación Calouste Gulbenkian en Lisboa.

## La Fundación
Calouste Gulbenkian era ante todo un coleccionista de objetos que a su muerte (en 1955), legó sus bienes a Portugal en forma de una fundación, localizada en su antigua residencia de Lisboa. Las grandes instalaciones, abiertas en 1969, abarcan la sede misma y el Museo Calouste Gulbenkian, y fueron diseñadas por Rui Jervis Atouguia, Pedro Cid y Alberto Pessoa. Además de las áreas ocupadas por los varios departamentos de la Fundación, las instalaciones incluyen un gran auditorio, un espacio para exposiciones temporales, un área de congresos con auditorios y otros dependencias, así como un gran edificio que alberga el Museo de Calouste Gulbenkian y la Biblioteca de arte. El complejo entero está situado en el parque Gulbenkian, diseñado por Gonçalo Ribeiro Telles y Antonio Viana Barreto, y tiene un gran valor en sí misma. La vegetación se extiende por el campus en el césped, los árboles, y los charcos de agua. El lugar lleva a los visitantes de la ciudad a un espacio de calma para disfrutar los edificios y las obras de arte que acogen.

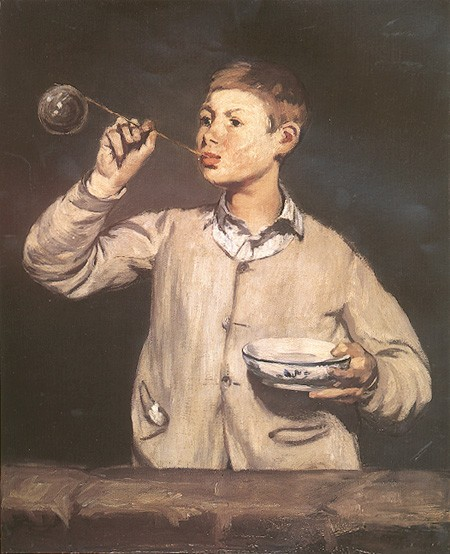
Joven haciendo pompas de jabón, de Manet, una de las obras maestras del Museo Calouste Gulbenkian.

En 1983 se abrió en uno de los extremos del parque el Centro Moderno de Arte José de Azeredo Perdigão (CAMJAP) (en homenaje al primer Presidente de la Fundación), que consiste en un museo y en un centro educativo. El Instituto Gulbenkian de Ciência está situado en un multi-edificio situado en Oeiras (cercanías de Lisboa), próximo al Palacio del marqués de Pombal. La Fundación de Calouste Gulbenkian también tiene una delegación en el Reino Unido y un centro en París (el Centro Cultural de Calouste Gulbenkian). 
En el Museo pueden verse piezas de vajilla, joyas, útiles de escritura, de orígenes diversos, reunidos sin una aparente coherencia. El criterio pronto se presenta no como una cuestión de homogeneidad o de predilección, sino como una voluntad de convertir lo parcial, lo precario desde el punto de vista de la extenuación de un orden o de un género, en el centro mismo de la colección. Los ejemplares de las joyas de René Lalique, en los que la belleza terrible es hecho afiligranado y no evocación, son una buena metáfora de la precariedad ínsita en la que se fortalece el mayor de los órdenes.